# Đảo Tây Saso
Đảo Tây Saso (tiếng Ả Rập: جزيرة ساسوه الغربية) là một hòn đảo ngoài khơi bờ biển Ả Rập Xê Út. Nó là một phần của quần đảo Farasan. Nằm ở Biển Đỏ tại 16°30′B 41°21′Đ / 16,5°B 41,35°Đ. Trong thế kỷ 15, có một tuyến hàng hải điều hướng ở phía tây của hòn đảo. Kích thước của đảo là khoảng 22,6 kilômét vuông (8,7 dặm vuông Anh), cách bờ 46 hải lý, không có người ở.